# Sales (ort i Brasilien, São Paulo, Sales)
Sales är en ort i Brasilien.   Den ligger i kommunen Sales och delstaten São Paulo, i den södra delen av landet, 600 km söder om huvudstaden Brasília. Sales ligger 417 meter över havet och antalet invånare är 5 451.
Terrängen runt Sales är platt. Runt Sales är det ganska glesbefolkat, med 21 invånare per kvadratkilometer.. Sales är det största samhället i trakten.
Omgivningarna runt Sales är en mosaik av jordbruksmark och naturlig växtlighet.